# Surfaholics
Surfaholics ist eine Rock-’n’-Roll-Band mit Einflüssen des Punk aus Vorarlberg in Österreich.

## Geschichte
Die Band wurde 1997 von Bernd, Stevo und Franzi gegründet. Fäbl, der Schlagzeuger stieß 2004 dazu.

## Stil
Der Stil der Band ist geprägt durch Einflüsse von Bands wie AC/DC, Ramones, Danko Jones und auch Hellacopters.

## Diskografie
- Monsters & Men (2009)
- Demo (2008)
- On the Rocks (2006)
- The sugar smile on candy faces (2005)
- Knee deep in gasoline
- Side show bob
- diverse Sampler